# Novokusnetsk
Novokusnetsk (russisk: Новокузнецк, tr. Novokuznetsk; dansk: ~ ny-smedeby) er en by i Kemerovo oblast i Den Russiske Føderation. Novokusnetsk er med sine 531.186 (2024) indbyggere oblastens næststørste by. Novokusnetsk blev grundlagt 1618  som et kosakfort. Byen ligger omkring 3.000 km. øst for Moskva, i det sydvestlige Sibirien.

## Geografi
Byen er centrum for Kuzbassområdet hvis befolkning udgør mere end 1,3 millioner mennesker. Novokusnetsk ligger på bredden af floden Tom 3.182 km i luftlinje øst for Moskva, 3.740 km ad landevej, i tidszonen MSK +4. Novokusnetsk ligger 218 km syd for oblastens administrative center Kemerovo.

### Klima
Novokusnetsk har ekstremt tempereret fastlandsklima, med betydelige årlige og daglige udsving i temperaturen. Den koldeste måned er januar med en gennemsnitstemperatur på -15 °C, den varmeste måned er juli med en gennemsnitstemperatur på +19,3 °C. Den gennemsnitlige årstemperatur er +1,9 °C. Den gennemsnitlige årlige nedbør er 443 mm.

## Historie
Byen blev grundlagt i 1618 af mænd fra Tomsk som et Kosak Ostrog (fort) ved Tomfloden, der i starten kaldtes Kuznetskij ostrog (russisk: Кузнецкий острог). Byen blev sæde for Kuznetskij ujezd (dansk: ~ distrikt) i 1622. Kuznetsk (Кузнецк) fik bystatus i 1689. I Kuznetsk blev Fjodor Dostojevskij gift med sin første kone, Maria Isayeva (1857). SUKPs hurtige industrialisering af Sovjetunionen forvandlede den søvnige by til et stort kulmine- og industricenter i 1930'erne. I 1931-1932, blev byen kendt som Novokuznetsk og mellem 1932-1961 som Stalinsk (russisk: Сталинск), efter Stalin.

## Økonomi
Novokusnetsk er et af de største industrielle centre i det vestlige Sibirien. Der er de to metallurgiske kombinater i byen Kuznetsk (etableret i 1929) og Vestsibirien (1961), begge blandt de største russiske producenter af jerbaneskinner, der ud over findes Nowokusnezker Aluminiumsværk at Nowokusnezker jernlegeringsværk, flere kulminer i Kuzbass, maskinfremstilling, levnedsmiddelsfabrikker og to kraftvarmeværker. På grund af de mange forskellige industrier og deres relativt høje forurenende emissioner, er miljøsituationen i Novokuznetsk yderst anspændt.

## Uddannelse og kultur
Der findes en afdeling af Kemerovo Statsuniversitet, et industrielt universitet, en pædagogisk højskole, samt et medicinsk forskningsinstitut.
Der findes en katedral, flere kirker – herunder Bogoroditskajakirken. Der er to teatre og flere museer, herunder et kunstmuseum, samt et mindemuseum for den verdensberømte forfatter Fjodor Dostojevskij.

## Venskabsbyer
Novokusnetsk er venskabsby med:
| - Nizjnij Tagil, Rusland - Zaporizjzja, Ukraine | - Dallas, USA - Pittsburgh, USA |

## Personer med tilknytning til Novokusnetsk
| - Sergej Bobrovskij, russisk ishockeyspiller - Galina Gortjakova, russisk operasanger | - Elena Kamburova, sovjetisk sanger og skuespiller |

## Ekstern henvisning
- Wikimedia Commons har flere filer relateret til Novokusnetsk